# Девино (Смоленская область)
Девино — деревня в Смоленской области России, в Руднянском районе. Расположена в западной части области в 6 км к северо-западу от Рудни, в 5 км севернее автодороги А141 Орёл — Витебск, в 3 км к западу от границы с Беларусью. Возле деревни находится одноимённое озеро. Население — 1 житель (2007 год). Входит в состав Переволочского сельского поселения.

## Достопримечательности
Памятники археологии:
- Селище 3-й четверти 1 тысячелетия н. э. в 1,5 км к северо-востоку от деревни.
- Селище 1 тысячелети н. э. в 1,5 км к юго-западу от деревни.
- Курганная группа (3 кургана «Французские могилы») в 2 км к северо-востоку от деревни.
- Курганная группа (6 курганов высотой до 1,8 м) в 1,5 км северо-восточнее деревни.